# MTV Unplugged (album của Shakira)
MTV Unplugged là một album trực tiếp của nữ ca sĩ Colombia Shakira phát hành năm 2002 dưới dạng một DVD. Album bán được hơn 7 triệu bản trên toàn thế giới.

## Danh sách bài hát
| STT | Nhan đề                     | Sáng tác             | Thời lượng |
| --- | --------------------------- | -------------------- | ---------- |
| 1.  | "Intro/Octavo Día"          | Shakira/Mendez       | 6:21       |
| 2.  | "Si Te Vas"                 | Shakira/Ochoa        | 3:40       |
| 3.  | "Dónde Están Los Ladrones?" | Shakira/Ochoa        | 3:32       |
| 4.  | "Moscas en la Casa"         | Shakira              | 3:52       |
| 5.  | "Ciega, Sordomuda"          | Shakira/Salgado      | 4:09       |
| 6.  | "Inevitable"                | Ochoa/Shakira        | 3:39       |
| 7.  | "Estoy Aquí"                | Shakira/Ochoa        | 4:58       |
| 8.  | "Tú"                        | Shakira/O'Brien      | 5:22       |
| 9.  | "Sombra De Ti"              | Shakira/Ochoa        | 4:07       |
| 10. | "No Creo"                   | Shakira/Ochoa        | 4:08       |
| 11. | "Ojos Así"                  | Flores/Garza/Shakira | 6:50       |

### iTunes Version
| STT | Nhan đề                     | Sáng tác             | Thời lượng |
| --- | --------------------------- | -------------------- | ---------- |
| 1.  | "Intro/Octavo Día"          | Shakira/Mendez       | 6:03       |
| 2.  | "Si Te Vas"                 | Shakira/Ochoa        | 3:38       |
| 3.  | "Dónde Están Los Ladrones?" | Shakira/Ochoa        | 3:20       |
| 4.  | "Moscas en la Casa"         | Shakira              | 3:52       |
| 5.  | "Ciega, Sordomuda"          | Shakira/Salgado      | 4:09       |
| 6.  | "Inevitable"                | Ochoa/Shakira        | 3:39       |
| 7.  | "Estoy Aquí"                | Shakira/Ochoa        | 4:58       |
| 8.  | "Tú"                        | Shakira/O'Brien      | 5:22       |
| 9.  | "Sombra De Ti"              | Shakira/Ochoa        | 4:07       |
| 10. | "No Creo"                   | Shakira/Ochoa        | 4:08       |
| 11. | "Ojos Así"                  | Flores/Garza/Shakira | 6:50       |

## Xếp hạng và chứng nhận

### Xếp hạng
| Chart (1998)       | Peak position |
| ------------------ | ------------- |
| Austria Top 75     | 55            |
| Netherland Top 100 | 81            |
| Germany Top 100    | 91            |
| Mexico Top 100     | 1             |
| U.S. Billboard 200 | 124           |

### Chứng nhận
| Chart           | Certification    | Sales/Shipments |
| --------------- | ---------------- | --------------- |
| Argentina CAPIF | Platinum         | 100,000         |
| Mexico AMPROFON | Platinum         | 150,000         |
| U.S. RIAA       | 2x Platinum/Gold | 500,000         |

## Giải thưởng và đề cử
| Year | Category                                                  | Title         | Result    |
| ---- | --------------------------------------------------------- | ------------- | --------- |
| 2000 | Latin Grammy Award for Album of the Year                  | MTV Unplugged | Nominated |
| 2000 | Latin Grammy Award for Best Pop Vocal Album               | MTV Unplugged | Nominated |
| 2000 | Latin Grammy Award for Best Female Pop Vocal Performance  | "Ojos Así"    | Won       |
| 2000 | Latin Grammy Award for Best Female Rock Vocal Performance | "Octavo Día"  | Won       |
| 2000 | Latin Grammy Award for Best Music Video                   | "Ojos Así"    | Nominated |
| 2001 | Grammy Award for Best Latin Pop Album                     | MTV Unplugged | Won       |

## Những người sản xuất
| - Shakira - Producer, songwriter, arranger, lead vocals, harmonica, guitar. - Emilio Estefan Jr. - Executive producer - Tim Mitchell - Producer, arranger, guitar - Sean Murphy - Producer - Marcello Anez - Engineer - Adam Blackburn - Engineer - Scott Canto - Engineer - Sebastian Krys - Engineer - Mauricio Guerrero - Mixer - Eric Schilling - Mixer - Tony Blanc - Mixing assistant - Steve Penny - Mixing assistant - Maurizio Teilla - Mixing assistant - Bob Ludwig - Mastering - George Noreiga - Guitar, backing vocals | - Donna Allen - Backing vocals - Rita Quintero - Backing vocals - Luis Fernando Ochoa - Guitar, arranger - Ben Peeler - Lap steel guitar, mandolin, dobro, bazouki - Pedro Alfonso - Violin - Albert Menendez - Piano - Ricardo Suarez - Bass guitar - Brendan Buckley - Drums, percussion - Ebenezer da Silva - percussions - Myriam Eli - percussions - Los Mora Arriaga - Mariachi Band on "Ciega, Sordomuda" |

## Release history
| Date                | Label                |
| ------------------- | -------------------- |
| 29 tháng 2 năm 2000 | Sony Music, Columbia |